# 觀塘站
觀塘站（英語：Kwun Tong Station）位於香港九龍觀塘區觀塘市中心觀塘道迴旋處上方，是港鐵觀塘綫的鐵路車站，於1979年10月1日啟用。

## 車站構造
觀塘站是一個架空車站，並上跨開源道迴旋處，而車站則共分為三層，當中頂層（U2層）為月台，而月台之下的U1層為車站大堂及出入口，至於地面層（G層）則為不對外開放的機房層及職員後勤空間。
另外車站下方亦設有一條下跨迴旋處的雙向行車隧道（7號幹線一部分），該行車隧道與觀塘站同時興建，現由路政署管理。

### 樓層
| U2                | 月台 | \| \| \| 觀塘綫往調景嶺（藍田） \| 1 \| \| \| 島式 · 開右邊车门 \| \| \| \| \| \| \| 2 \| 觀塘綫往黃埔（牛頭角） \| \| \| |   |  |
| U1                | 大堂 | 客務中心、商店、自助服務                                                                                                  |   |  |
| G                 | 地面 | 出入口、員工設施、機房 |   |  |
| -                 | -    | 行車隧道 |   |  |
|                   |      | 觀塘綫往調景嶺（藍田） | 1 |  |
| 島式 · 開右邊车门 |      | |   |  |
|                   | 2    | 觀塘綫往黃埔（牛頭角） |   |  |

### 大堂
觀塘站大堂內提供不同類型的商店，主要分佈在非付費區。此外，觀塘站也設有自助服務設施、香港郵政郵箱以及港鐵「會員服務站」等。
- 車站大堂（2025年1月）
- 大堂設有油畫藝術品（2022年5月）

### 月台及車站路軌配置
現時觀塘站設有一座島式月台，兩個月台均已裝設月台閘門。
由於車站沿觀塘道上方興建，而路面走向呈彎型，月台彎度亦因而較大，月台與列車之間的空隙也較闊，因此港鐵會在列車及月台上播放廣播提醒乘客注意月台空隙，月台地面亦貼上大型「請小心空隙」標貼，並於月台的邊緣加設膠條縮窄有關空隙。
另外，在觀塘站西面設有單向渡線（原為雙向，順向一組已被拆除），現時深夜部分班次會以觀塘站作終點站，當列車在1號月台落客後會調頭使用該渡線返回九龍灣車廠；而東面亦設有袋狀軌，可供列車於該處掉頭或停泊之用。由於觀塘站是部分班次的終點站之一，所以在月台中央（月台長辦公室旁）亦設有一個職員專用洗手間。
- 1、2號月台（2021年8月）
- 位於車站以東的袋狀軌（2020年8月）

### 出入口
觀塘站共有12個出入口，分佈於車站兩端及中央，主要連接觀塘區市中心及工業區，所有出入口均以行人天橋連接。在各個出入口均設有指示牌顯示出入口周邊的建築物及設施列表。
|                         |          | |      |
| 編號                    | 指示     | 建議前往的目的地 | 圖片 |
| 出口 · A · 1 · 盲道标志 | 裕民坊   | 中華基督教會基智中學、輔仁街、凱匯、綠在裕民坊、康寧道、康寧道公園、康寧道遊樂場、瑞和街公共圖書館、賽馬會診所、瑞和街、瑞和街市政大廈、雲漢邨、裕民坊、裕民市集、裕民坊公共運輸交匯處、裕民坊商場 |      |
| 出口 · A · 2 · 盲道标志 | 觀塘道   | apm、友邦九龍大樓、安盛金融大樓、東亞銀行中心、中海日升中心、Eastcore、ERB服務中心、香港九龍CBD2智選假日酒店、巧明街、觀塘捐血站、觀塘海濱花園、觀塘道、觀點中心、Landmark East、創紀之城5、1亞太中心、SML Tower、駿業熟食市場、駿業里、駿業街 |      |
| 往觀塘道                |          | |      |
| 出口 · B · 1            | 開源道   | KOHO、The Wave、鴻圖道78號、駱駝漆大廈、香港觀塘帝盛酒店、東瀛遊廣場、香港中華書畫藝術中心、宏利金融中心、皇廷廣場、觀塘碼頭海濱、觀塘碼頭廣場、寧晉中心、東廣場、人事登記處、電訊一代廣場、儲存易集團中心、建生廣場、泓富廣場、源成中心、鍚安社會服務處 - 勗勵軒輔導中心 |      |
| 出口 · B · 2            | 開源道   | 萬有引力、觀塘廣場 |      |
| 出口 · B · 3            | 開源道   | 鴻圖道52號、創貿廣場、中華廠商聯合會、鱷魚恤中心、海濱道、開源道、巧明街、鴻圖道、南洋廣場、偉業街 |      |
| 出口 · C · 1            | 協和街   | 中華基督教會基法小學、中華基督教會基法幼稚園、梁發紀念禮拜堂、天香街、和樂邨、月華街 |      |
| 出口 · C · 2            | 協和街   | 鯉魚門道 |      |
| 出口 · C · 3            | 協和街   | 協和街、賽馬會診所、地利亞修女紀念學校（協和二中）、地利亞修女紀念學校（協和）、物華街、聖公會聖巴拿巴堂、裕民坊 |      |
| 出口 · D · 1 · 盲道标志 | 鯉魚門道 | 觀塘站公共運輸交匯處、中華基督教會蒙民偉書院、明愛社區進修中心-翠屏、基督教家庭服務中心、曉明街遊樂場、香港專業教育學院、香港歷史檔案大樓、香港學生輔導會、觀塘職業訓練中心、新生命教育協會呂郭碧鳳中學、天主教佑華小學、觀塘社區中心、觀塘瑪利諾書院、觀塘遊樂場、觀潮浸信會、觀塘游泳池、寶珮苑、聖公會梁季彜中學、香港導盲犬協會賽馬會教育及培訓中心、基督教聖約教會堅樂中學、翠屏邨 |      |
| 出口 · D · 2            | 鯉魚門道 | 協和街 |      |
| 出口 · D · 3            | 鯉魚門道 | 開源道 |      |
| 出口 · D · 4            | 鯉魚門道 | 東九龍政府合署、敬業街、官塘工業中心、觀塘裁判法院、勞工處觀塘就業中心、鯉魚門道、運輸署 |      |
| 註： 設有 \| 設有       |          | |      |

### 車站藝術
現時觀塘站設有一幅畫，位於車站大堂近D出口位置。
|  | 《滴翠》 | 韓志勳（香港） | 觀塘站大堂近D出口 | 2005年12月 |

## 接駁交通
現時離觀塘站稍遠的裕民坊設有裕民坊公共運輸交匯處；而A2出口通往位於創紀之城五期「apm」地下的公共運輸交匯處；另外D1出口旁亦設有觀塘站公共運輸交匯處，供乘客轉乘巴士或小巴前往其它地區。

## 歷史

### 早期系統
根據1970年的《集體運輸計劃總報告書》，集體運輸系統一共分為四個優先發展的早期系統工程及其餘四個稍後發展的工程，當時觀塘站為第4期工程的一部份，同時是整個早期系統的觀塘支綫的東面終點站。

### 修正早期系統
1975年，由於早期系統修訂為修正早期系統，觀塘站成為修正早期系統的上行終點站，而車站承建商為遠東－干尼聯營。1979年9月22日，觀塘站開放供市民參觀，而於同月30日，港督夫人麥理浩夫人在觀塘站主持修正早期系統通車儀式，並登上列車前往石硤尾站，而觀塘站亦於翌日（1979年10月1日）隨修正早期系統（石硤尾至觀塘段）通車而啟用。

### 東區海底隧道
1984年，政府批准興建東區海底隧道，並將觀塘綫延伸至港島東區的鰂魚涌站，改變了觀塘站作為觀塘綫的上行終點站的歷史，而過海段於1989年8月6日落成啟用。

### 翻新車站
自從機場快綫落成後，前香港地鐵公司為配合現代化設計，於1998年–1999年間，委托英國RMJM建築師有限公司將觀塘站員工設施、外牆、售票大堂及月台重新設計，隨後便在觀塘站進行大型翻新工程，工程包括於大堂加設空調系統、將舊有的深灰色紙皮石的牆身及柱身改為白色人造纖維板，同時亦加設升降機往返地面。
而車站裝設了三幅由攝影家艾思滔拍攝的巨型風景壁畫，分別是港島南面遠眺石澳、藍塘海峽及清水灣半島的旖旎風光、香港仔附近繽紛的秋日色彩以及港島東面柏架山下長滿苔蘚的景色。
2005年，地鐵公司再因車站外牆殘舊問題，為觀塘站外牆除去舊有深灰色紙皮石，改以藍色、白色的牆身及灰色柱身；同時亦將出入口混凝土地板改為地磚（除A2出口外），為車站帶來新形象。工程已於2006年中完成。
而翻新行人天橋上蓋工程於2008年展開，新上蓋的用料主要分為兩種：金屬板及透明纖維板。金屬板安裝於上蓋正中間，以保護電燈、揚聲器等電力設施；而透明纖維板則放在上蓋兩旁，增加採光度，減少使用電燈，較以往採用不透明物料環保。

### 重建A2出口
由於新鴻基地產將舊有的東九龍廣場重建為創紀之城五期，因此原有的A2出口於2001年–2005年間封閉，以便拆卸原有行人天橋並與大廈一併重建，新行人天橋設有空調系統及升降機往返地面，並把通道擴闊了約一倍多，以應付商場帶來的龐大人流。A2出口於2005年2月重開，由於創紀之城五期內亦包括一個大型商場「apm」，成為地鐵系統上首個純英文的指示牌「APM」，但後來因發展商指出英文字母「apm」理應為小寫，故指示牌亦於後期被改為「apm」。

### 重組大堂佈局
前地鐵公司於2006年7月再次為觀塘站大堂進行改善工程，包括加設更多商店及改善通道。竣工後，連接A出口及入閘機的通道因商店及人流的增加而出現擠擁情況，故港鐵亦在2013年12月將近A2出口的5部出閘機改為入閘機，並將原有的店鋪遷至付費區內。

### 月台閘門
港鐵公司於2008年1月決定於所有前地鐵網路的8個地面／架空車站加建月台閘門及改善現有通風設計，以避免乘客墜軌。月台閘門約高1.5米。觀塘站與荃灣綫荃灣站屬於第三期月台閘門加裝工程，加裝工程於2011年10月完工，標誌着觀塘綫所有車站均已裝設月台幕門／閘門。

### 更換升降機
往來大堂及月台升降機曾於2016年10月15日起暫停使用，以更換為較新型號，並已於2017年4月13日重投服務。

### 環保連接系統（已取消）
政府曾建議環保連接系統東面終點站接駁觀塘站，但需要永久封閉開源道一條行車線，影響交通、通風及消防通道，香港政府因而在2020年施政報告決定取消環保連接系統計劃，改以「多元組合」交通取代。亦曾有建議環保連接系統取道翠屏河接駁觀塘站，缺點是距離較遠，未獲政府採納。

### 事件／事故

#### 反修例事件

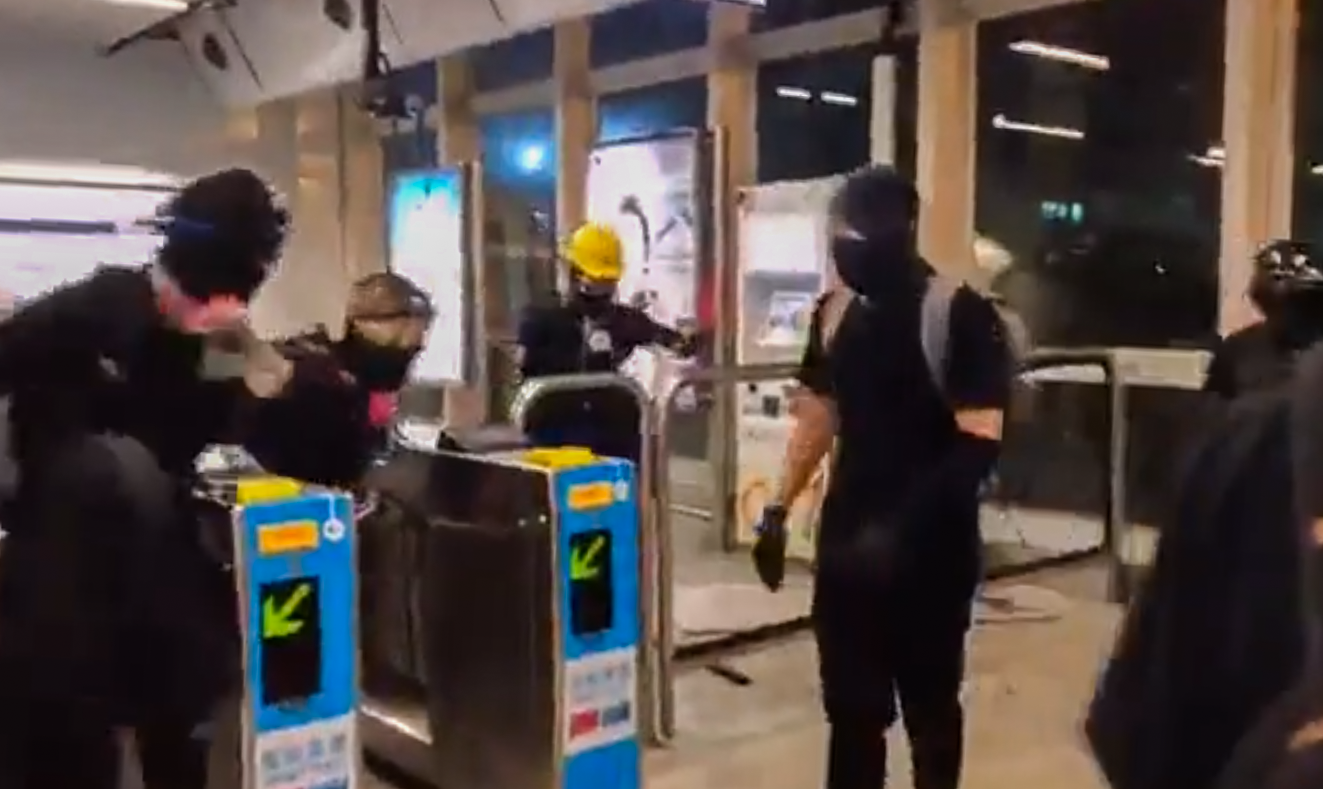
2019年8月31日晚上，示威者突擊到觀塘站外進行「快閃」堵路後，在站內破壞

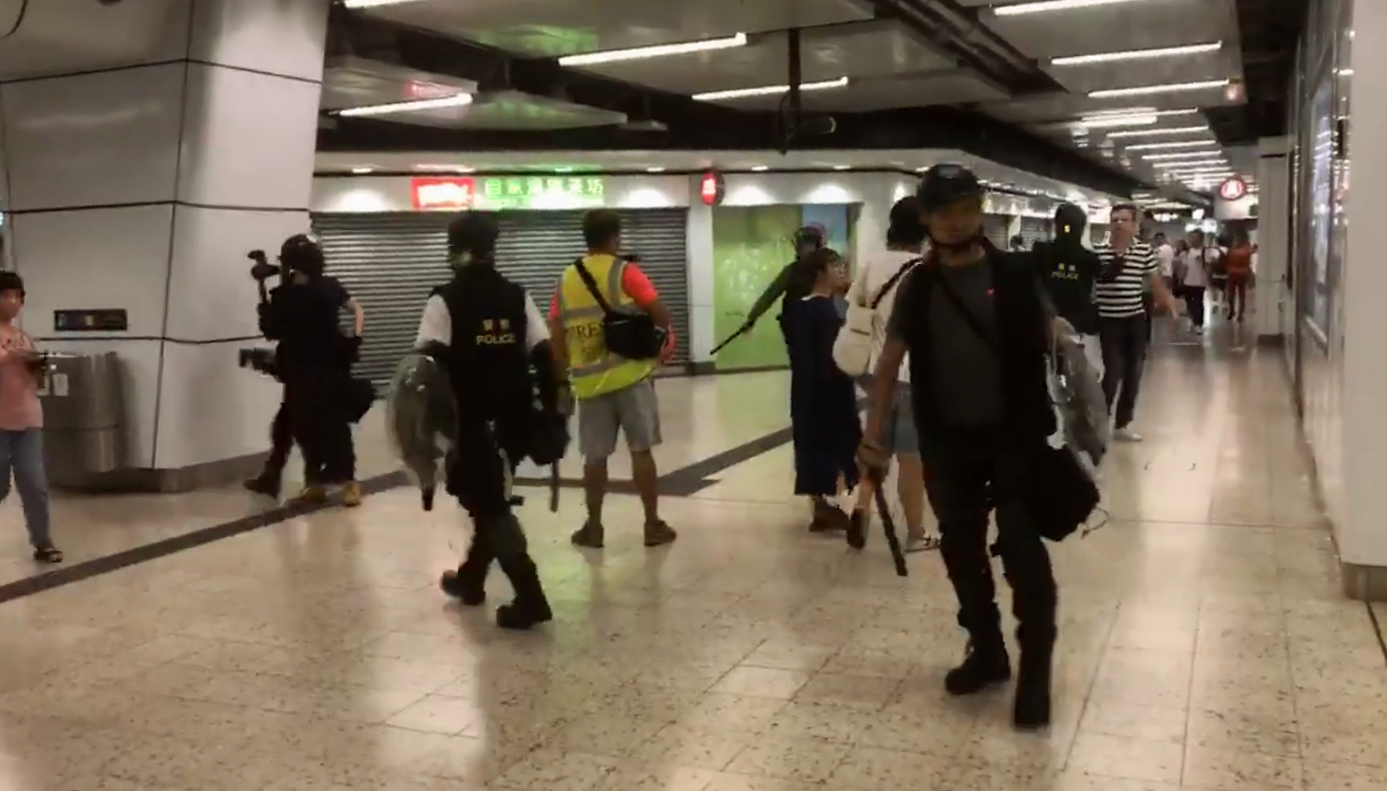
2019年8月31日晚上11時許，警員手持警棍和不禮貌態度驅趕市民離開車站

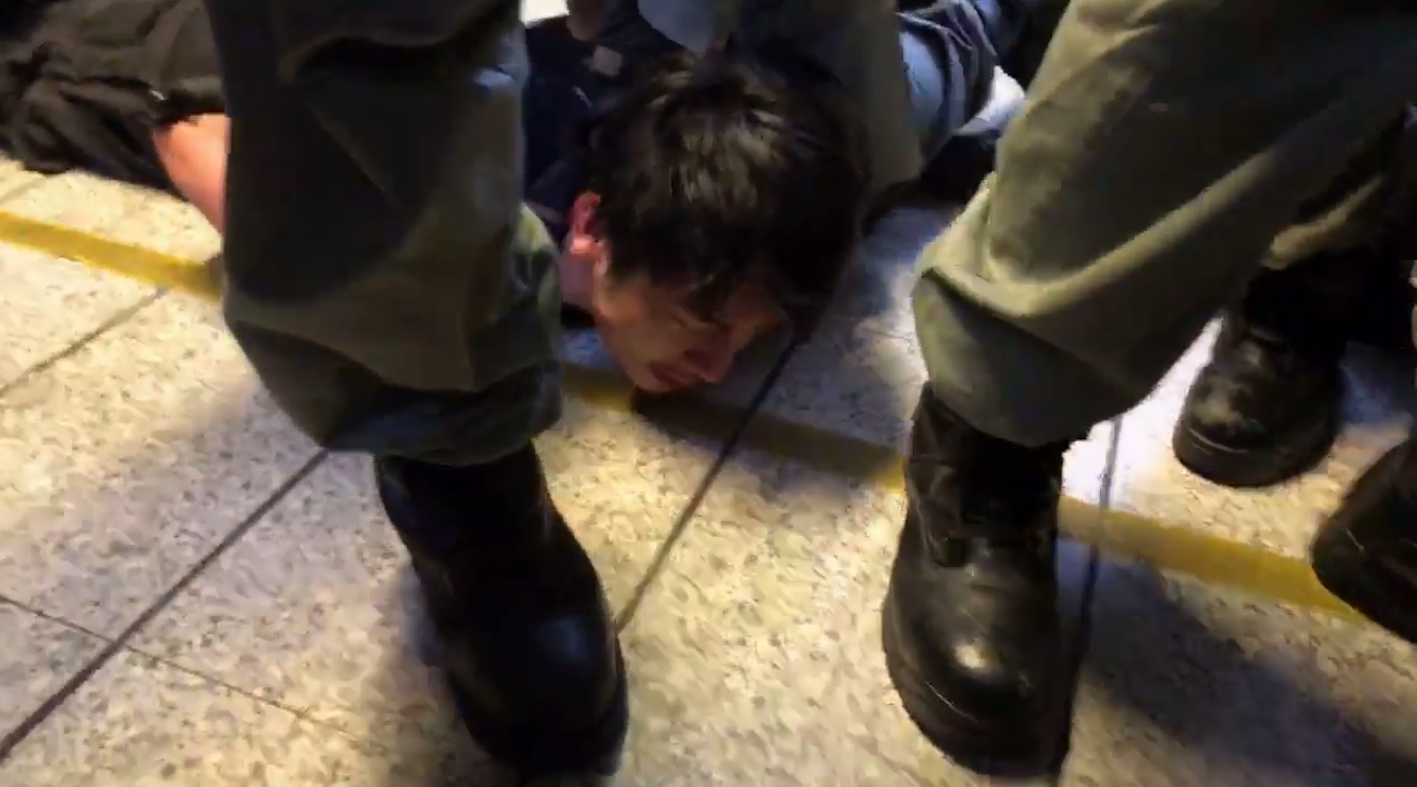
2019年10月13日下午5時半左右，一名男子從旁邊接近警員，拿着一件物件伸手向前。防暴警員隨即上前將他制服

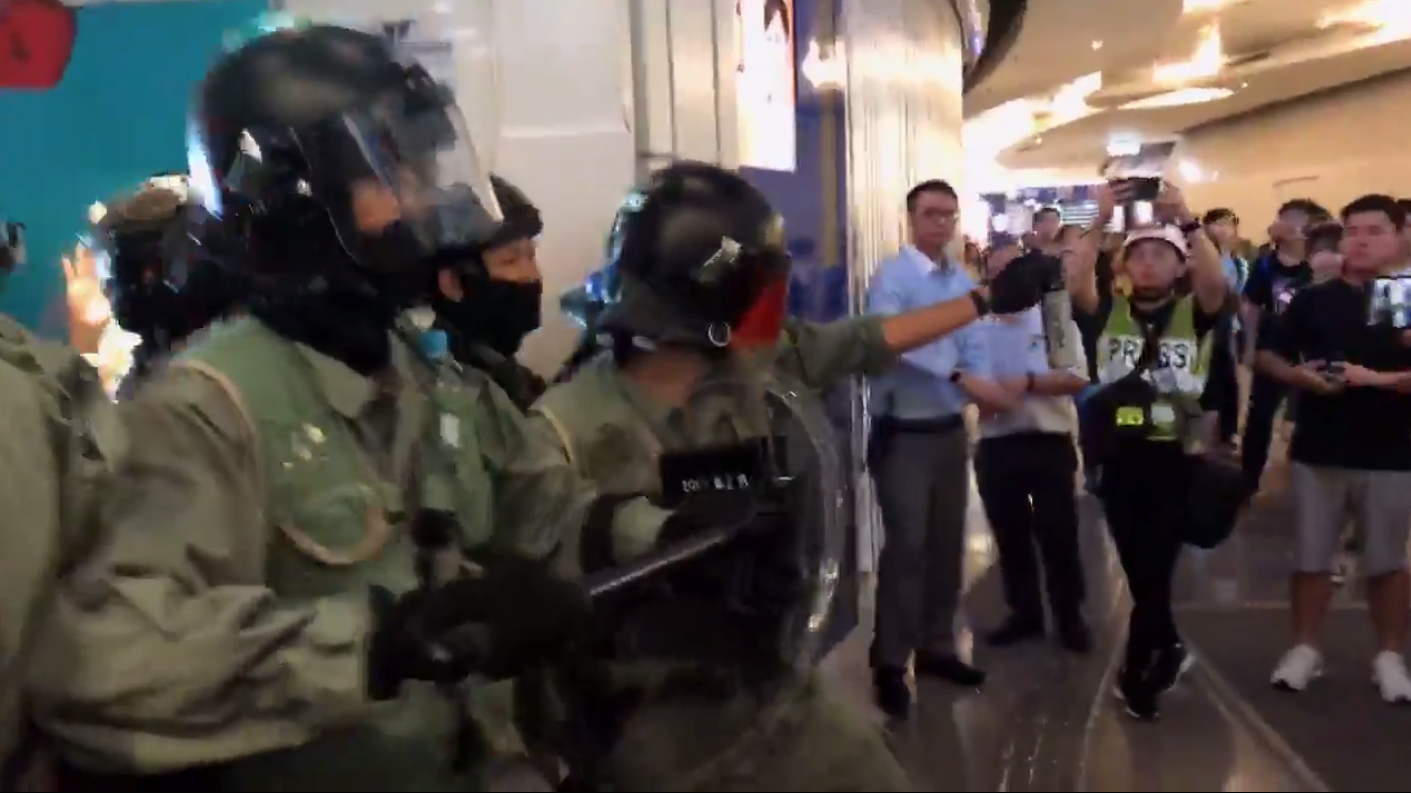
有防暴警員離開時向市民與記者噴射胡椒噴霧

- 2019年8月24日上午10點半左右，港鐵宣佈因應當日觀塘區遊行，中午12時起關閉九龍灣站、牛頭角站、觀塘站、藍田站共四個車站。觀塘綫黃埔站至彩虹站之間，維持正常列車服務。彩虹站至調景嶺站之間列車服務暫停，同時亦未有提供接駁巴士[16]。同日近下午1時許，有4名市民在已關閉的觀塘站A出口外靜坐抗議封站，要求港鐵高層交代，直到下午1時55分左右有員成功清場後，反修例示威者在站外踢閘抗議[17][18]。而當日晚上約8時38分，港鐵車務總監劉天成指社會爭議引發了一些在鐵路發生的事件和衝突是港鐵公司運作40年來經歷過的最大挑戰，本質不是鐵路服務使港鐵人員面對前所未見的挑戰和艱難，與當局相討後，在考慮到同事、乘客及鐵路設施的安全後決定暫時停止在活動路段的鐵路服務及關閉部分車站，以「不讓暴力在鐵路網絡內滋長」，是「經審慎考慮、不得已的安排」。又說如各界人士能提出更好方法，港鐵會考慮[17]。而列車服務於當晚晚上11時45分回復正常[19][20][21]。
- 2019年8月31日晚上10時22分左右，反修例示威者突擊到觀塘站外進行「快閃」堵路，之後反修例示威者在站內破壞閉路電視，並打碎一塊玻璃。大批防暴警員其後到場驅散市民，在觀塘站對身穿黑衣示威者進行搜身，並將記者趕離港鐵站，其中有人被警方以「藏有攻擊性武器」及「非法集結」罪名拘捕[22]。
- 2019年10月4日在反對禁止蒙面規例示威爆發後的晚上7時40分左右，由於站內有反修例示威者進行破壞，港鐵決定關閉觀塘站。直到約晚上9時，防暴警員進入車站；其後在晚上10時30分左右，有反修例示威者焚燒觀塘站近D出口客戶服務中心，多名消防員進入站內滅火[23]。港鐵在翌日凌晨發布新聞稿，向外公布車站損毀情況，圖片顯示多項設施遭反修例示威者燒至焦黑[24][25]。
- 2019年10月13日下午5時30分左右，有警員於觀塘站近A1出口的天橋處理一宗「刑事毀壞」案件時，一名防暴警員被一名男生以利器割傷右側頸部。該名防暴警員頸部受傷流血並送院救治；而該名施襲男生並被警方拘捕[26][27][28]。

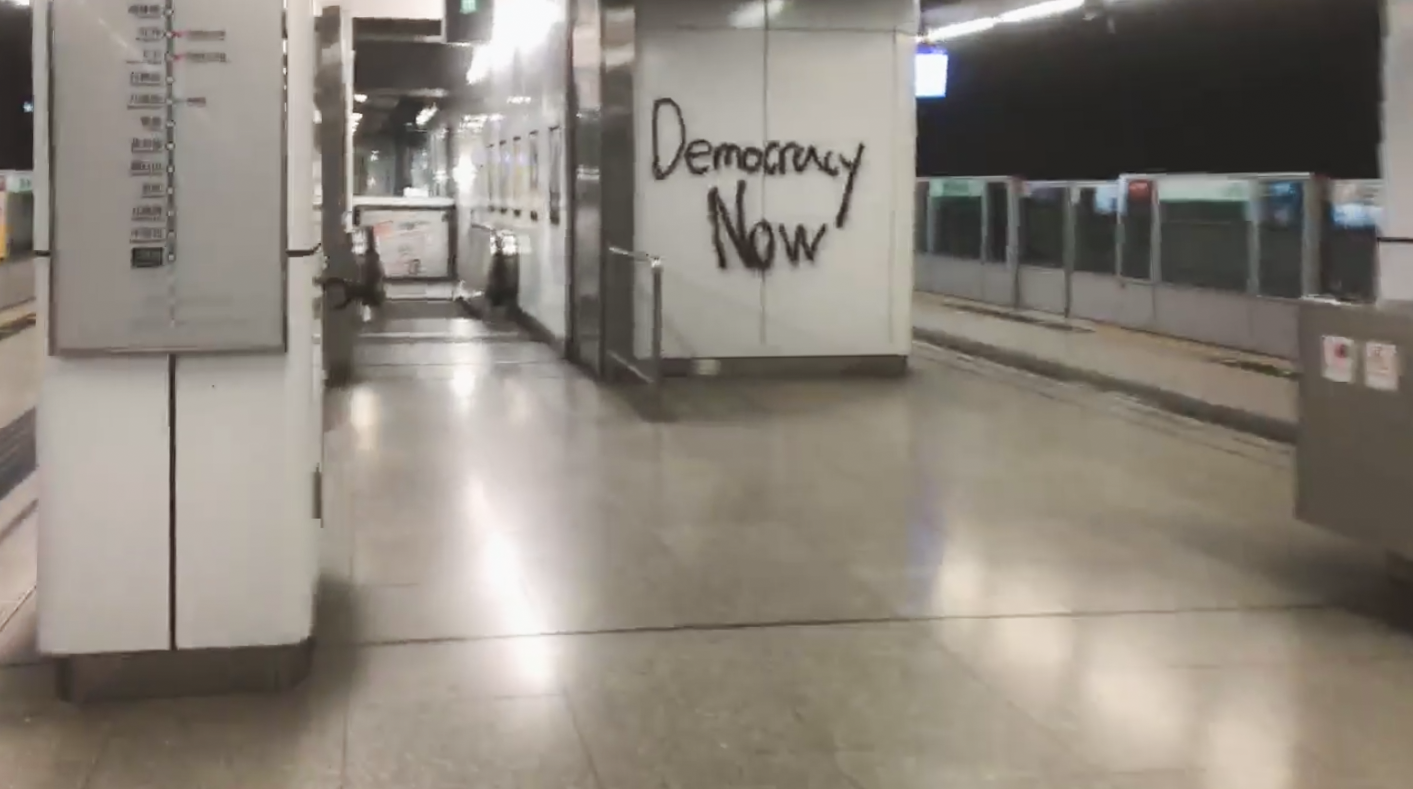
2019年8月31日晚上，月台寫上Democracy now
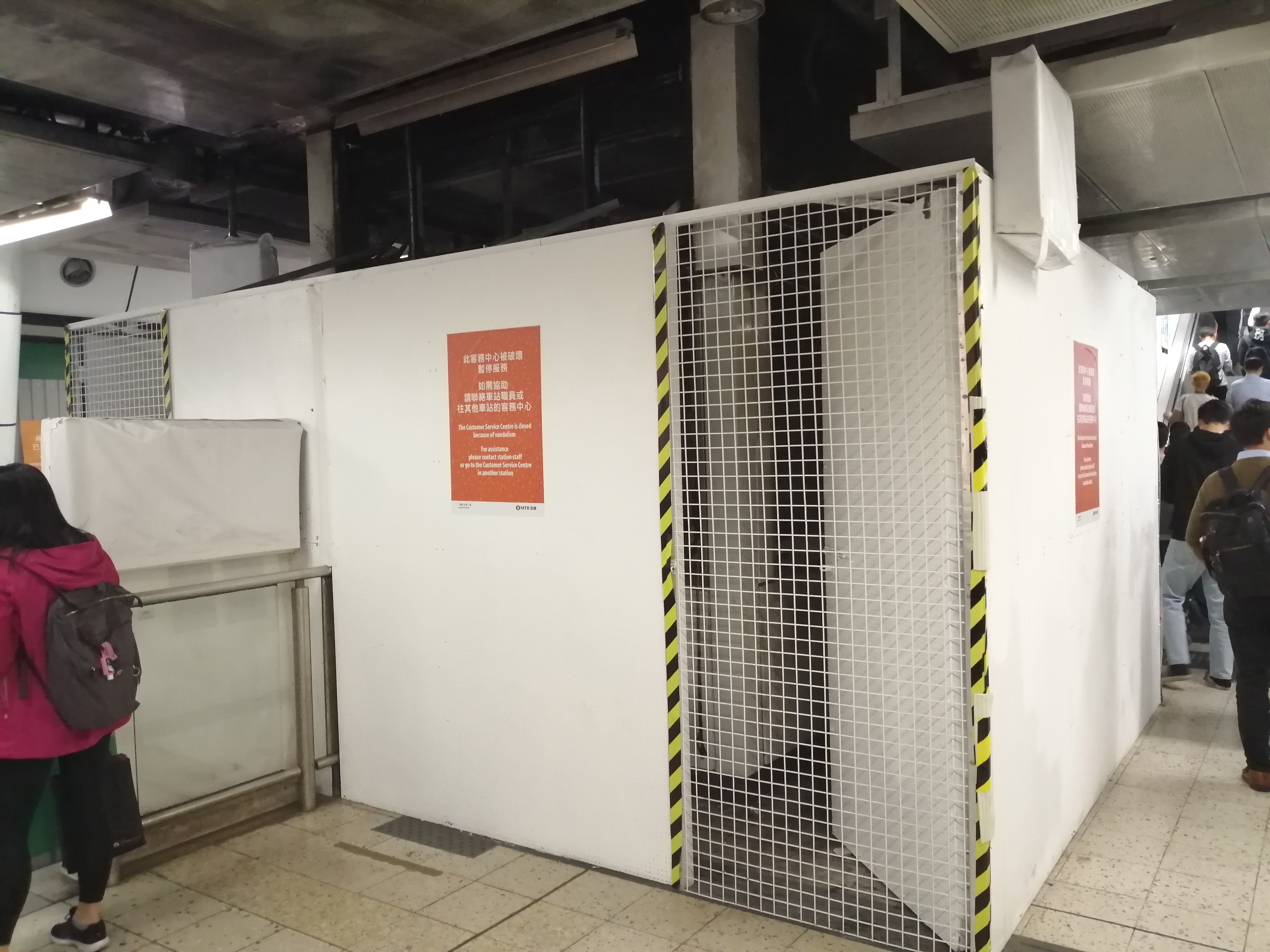
遭到縱火的客務中心
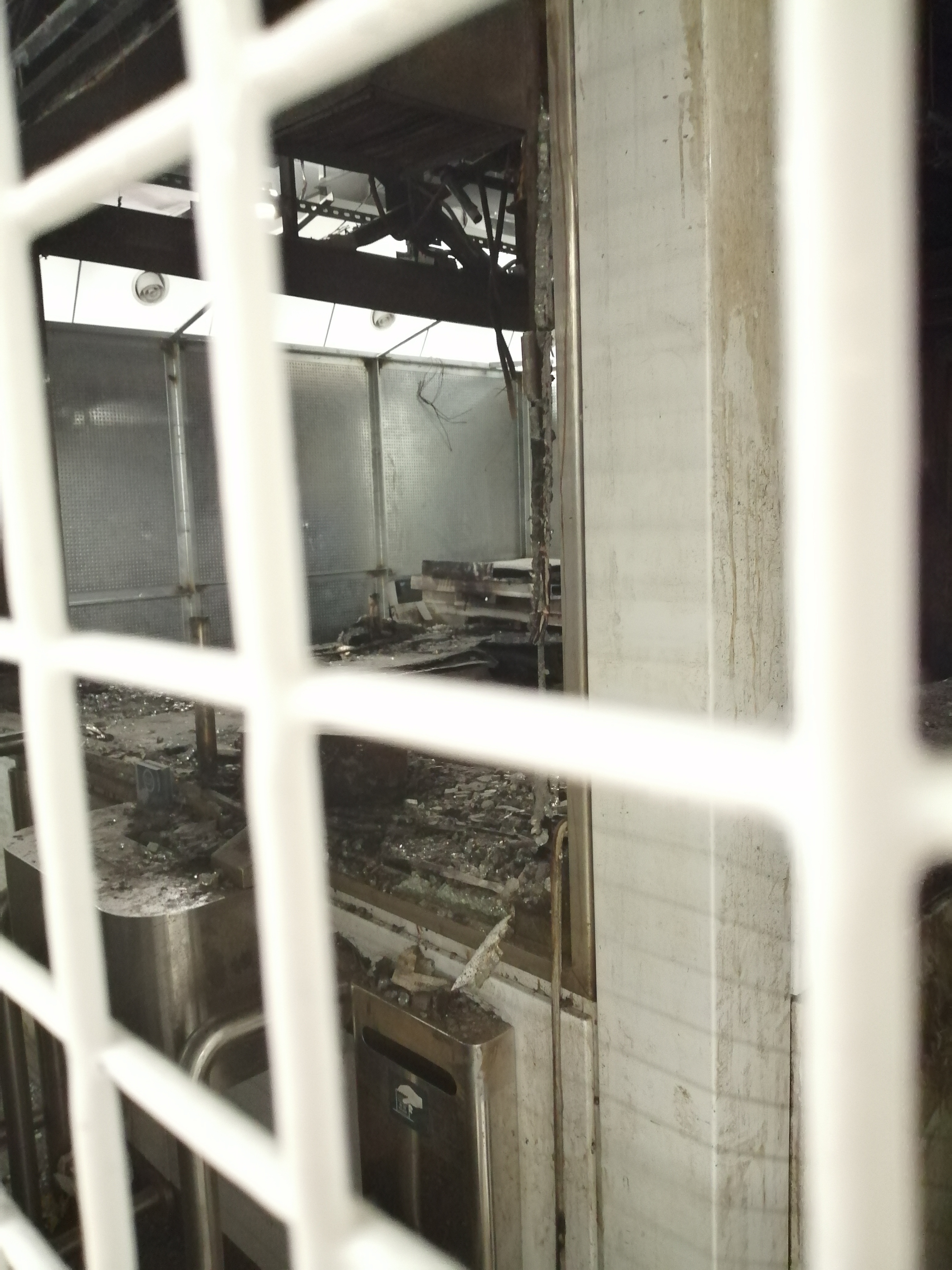
遭到縱火的客務中心內部
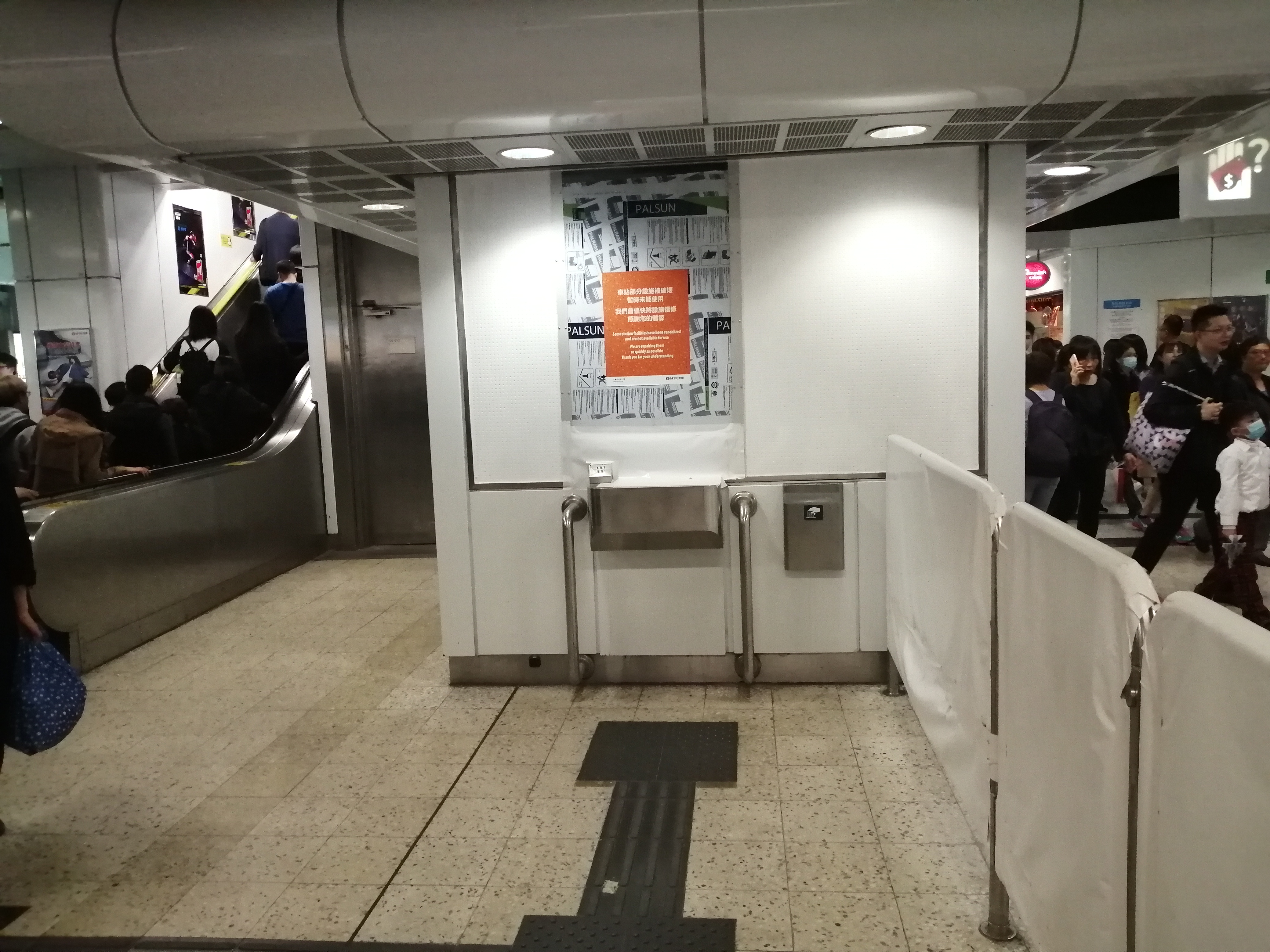
遭到破壞的客務中心和玻璃欄杆

## 未來發展

### 擴建計劃
2016年3月中，香港01報道市區重建局於2015年主動向港鐵提出建議，藉著觀塘市中心大型重建契機，無償借出部分空間予港鐵，透過擴展車站至K7第四發展區地標大樓及重新設計往調景嶺方向的路軌，令觀塘站月台及車站大堂得以擴闊1至2倍。
報道指市建局主動推展計劃，除自行委託顧問研究方案、邀請港鐵行政總裁梁國權到觀塘站視察環境外，亦曾約晤發展局及起動九龍東高層商討。發展局及觀塘區議會各黨派議員均認為擴建計劃有建設性。然而港鐵對計劃並不積極，因為工程涉及至少數億成本，而港鐵無意斥資。港鐵承認管理層曾與市建局代表交換意見，惟指遷移月台及路軌涉及複雜工程，需要「確保觀塘綫與觀塘站的服務不受影響」。

## 外部連結
- 港鐵公司－觀塘站街道圖 （页面存档备份，存于）
- 港鐵公司－觀塘站位置圖 （页面存档备份，存于）
- 港鐵公司－觀塘站列車服務時間 （页面存档备份，存于）